# Семківка
Семкі́вка —  село в Україні, у Валківській міській громаді Богодухівського району Харківської області. Населення становить 14 осіб. До 2020 орган місцевого самоврядування — Костівська сільська рада.

## Географія
Село Семківка знаходиться за 2 км від річки Карамушина, за 7 км від м. Валки, на відстані 5 км розташовані села Коверівка, за 5 км Баранове, Костів і Колодківка.

## Історія
12 червня 2020 року, розпорядженням Кабінету Міністрів України № 725-р «Про визначення адміністративних центрів та затвердження територій територіальних громад Харківської області», увійшло до складу Валківської міської громади.
19 липня 2020 року, в результаті адміністративно-територіальної реформи та ліквідації Валківського району, село увійшло до складу Богодухівського району.